# スキーゴーグル

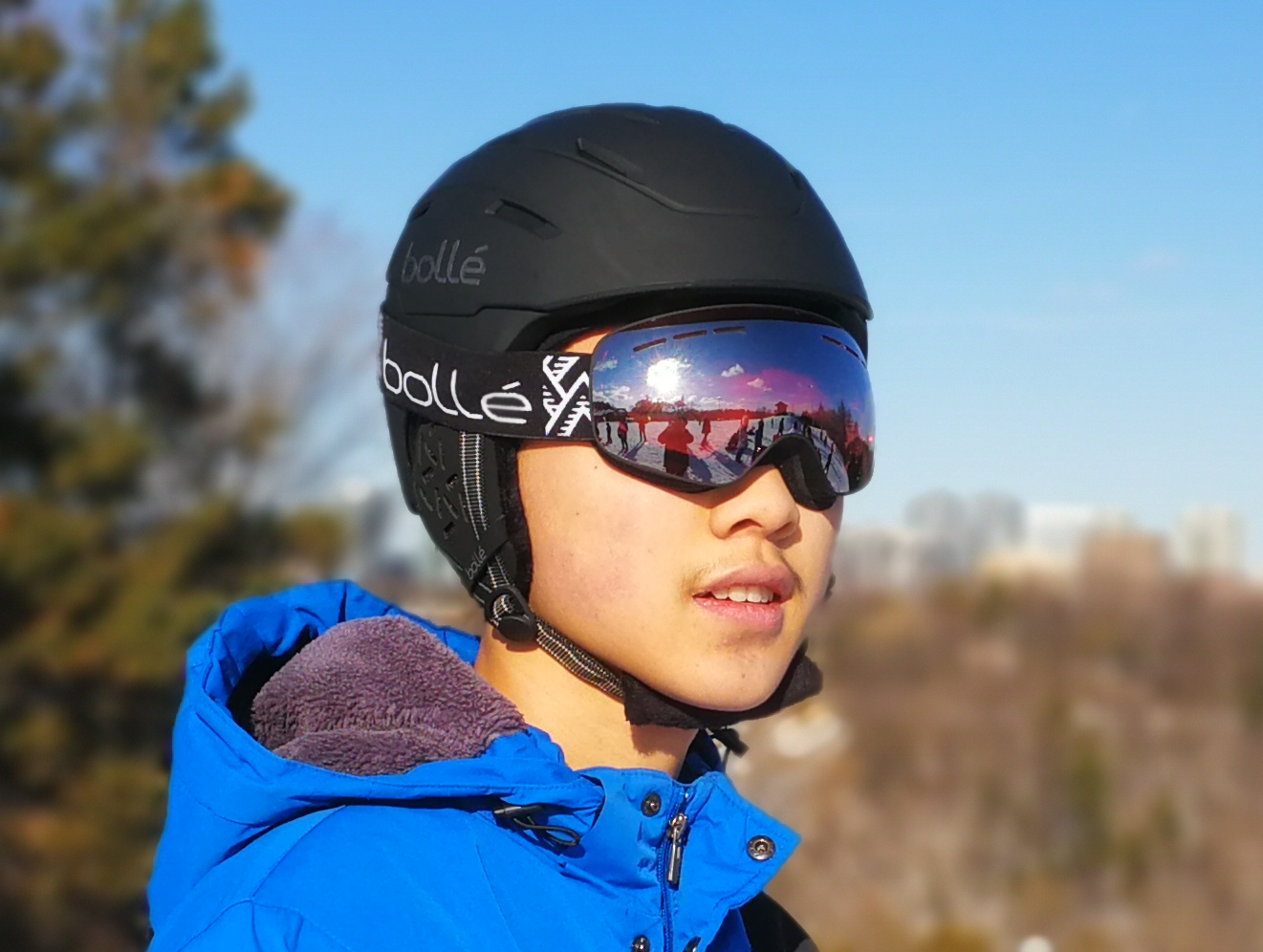
スキーゴーグルとヘルメット

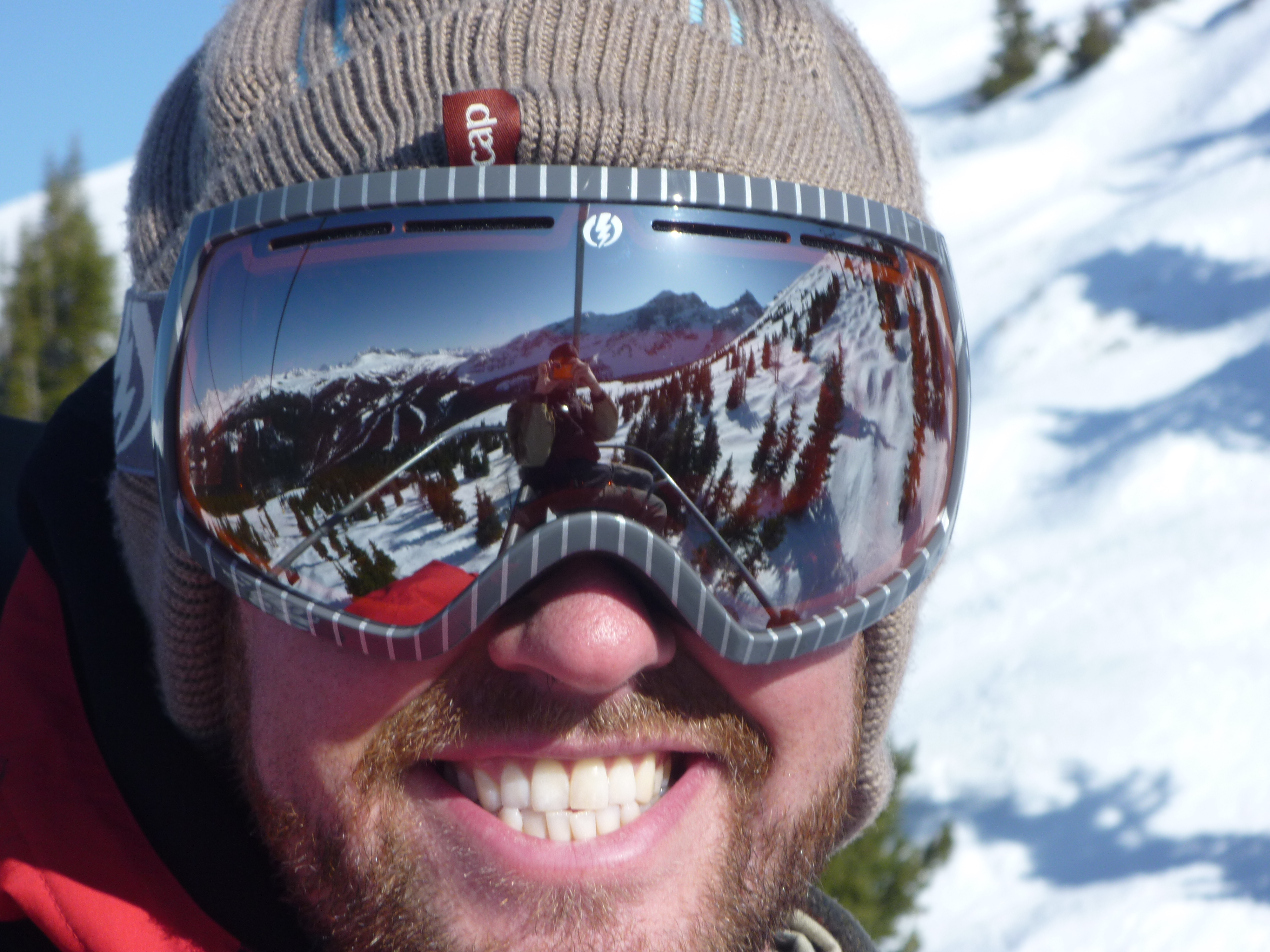
スキーゴーグル

スキーゴーグルは、太陽光、風や冷気、氷片や木の枝などの飛来物から目を守るスキー・スノーボード用のゴーグル。サングラスと同様に雪の照り返しによって強くなる紫外線から目を保護するUVカット機能も持つ場合がある。可視光線透過率（VLT）で、レンズを通過できる光のパーセンテージを表す。レンズおよびフレームは柔軟性と剛性を兼ね備えており、転倒時や衝突時の衝撃から顔面を守る。
寒冷な外気の中で使用する際に、ゴーグル内の水蒸気がレンズ内面で結露して曇りが生じ、視界が悪化することを防ぐため、レンズ周囲のフレームなどに通気孔が設けられている。また、ダブルレンズと呼ばれる複層ガラスのような構造のレンズで曇りを防ぐものもある。

## 概要
速度が出るごとに威力が増す降雪や気流、雪面から照り返す強い太陽光から目を守るために装着する。吹雪などで前方の視界が確保できないことは危険であるし、また強い太陽光は目を傷める可能性がある。
ゴーグルの中にはレンズが着色されていて、サングラスの機能を兼ねるものも多くある。ただ、安価なゴーグルやサングラスの中には、色つきでも紫外線を遮断しないものがあり、その場合、可視光が遮られて瞳孔が拡大するが紫外線量は変化しないために、かえって目を傷める事があるので注意を要する。
紫外線は水平方向から目に入る以外に、雪面（海ならば海面）からの照り返しと呼ばれる反射によって斜め方向から目に届く事があり、偏光グラスのゴーグルおよび偏光サングラスは斜め方向から入射される紫外線から目を保護する。
ストラップにバックルがついているものは、着脱する際に顔面からフレームをずらす必要がなく、頭部などに付いた雪がゴーグル内に入ることを防ぐことができる。スキー用ゴーグルとスノーボード用ゴーグルに機能的な違いは無く、外観デザインが異なる程度である。競技用のゴーグルはヘルメットに装着することを前提としており、フレーム外形がヘルメットの開口部とフィットするようになっている。
眼鏡をかけている人用に、眼鏡の上に着用できるスキーゴーグルがある。スキーゴーグルのレンズは柔らかいプラスチックで作られている。スキーゴーグルは柔らかい袋に保管される。

## サングラス

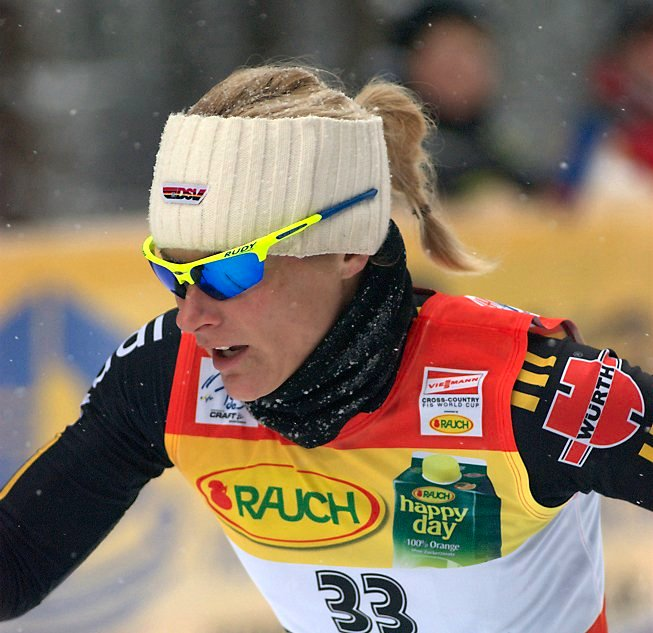
サングラスを着用したクロスカントリースキーヤー

サングラスの場合、ゴーグル程の冷気や雪の吹き込みなどを防ぐ効果は無いが、逆に通気性の良さから、大汗をかきやすいためにゴーグル内部が汗による水蒸気で曇りやすい人には割と好まれている。この場合、ベンチレーター（換気装置）付きのゴーグルでも曇りが取れないとか、曇り止めを使うと防げるが、水蒸気がレンズ全面に貼り付いて水膜を生じ、視界が悪化するというケースもあって、後述する特別な事情がない限りは特に好まれる。さらに山岳スキー・バックカントリースキーにおいて、登攀時はその運動量の多さから特に汗をかきやすいため、登攀時にはサングラス、滑走時にはゴーグルという使い分けをする事が多い。また、その場合で雪まみれになったり破損するなどした時に備えて予備のレンズまたはゴーグルの用意をする事もあり、それらの方法が勧められている。
SAJでは、事故の際に割れたサングラスで顔面を負傷する事例がある事からゴーグルの着用が勧められていて、義務では無いものの、SAJの安全方針を認識しているスキーバッジテスト・SAJスキー指導員及び準指導員検定（実技）などの受検者やアルペン競技・全日本スキー技術選手権大会などの選手はほぼ全員ゴーグルを着用している。